# Transports en Bulgarie
 (janvier 2014).
Le réseau de transport en Bulgarie constitue l'ensemble des infrastructures routières, ferroviaires, aériennes et maritimes en présence sur le territoire de le République de Bulgarie.
La Bulgarie est traversée par cinq axes routiers d'importance mondiale, le Corridor IV, le Corridor VIII, le Corridor IX, le Corridor X et le Corridor VII, dont deux relient les réseaux routiers de l'Europe et d'Asie.

## Transport ferroviaire
- total : 6 238 km

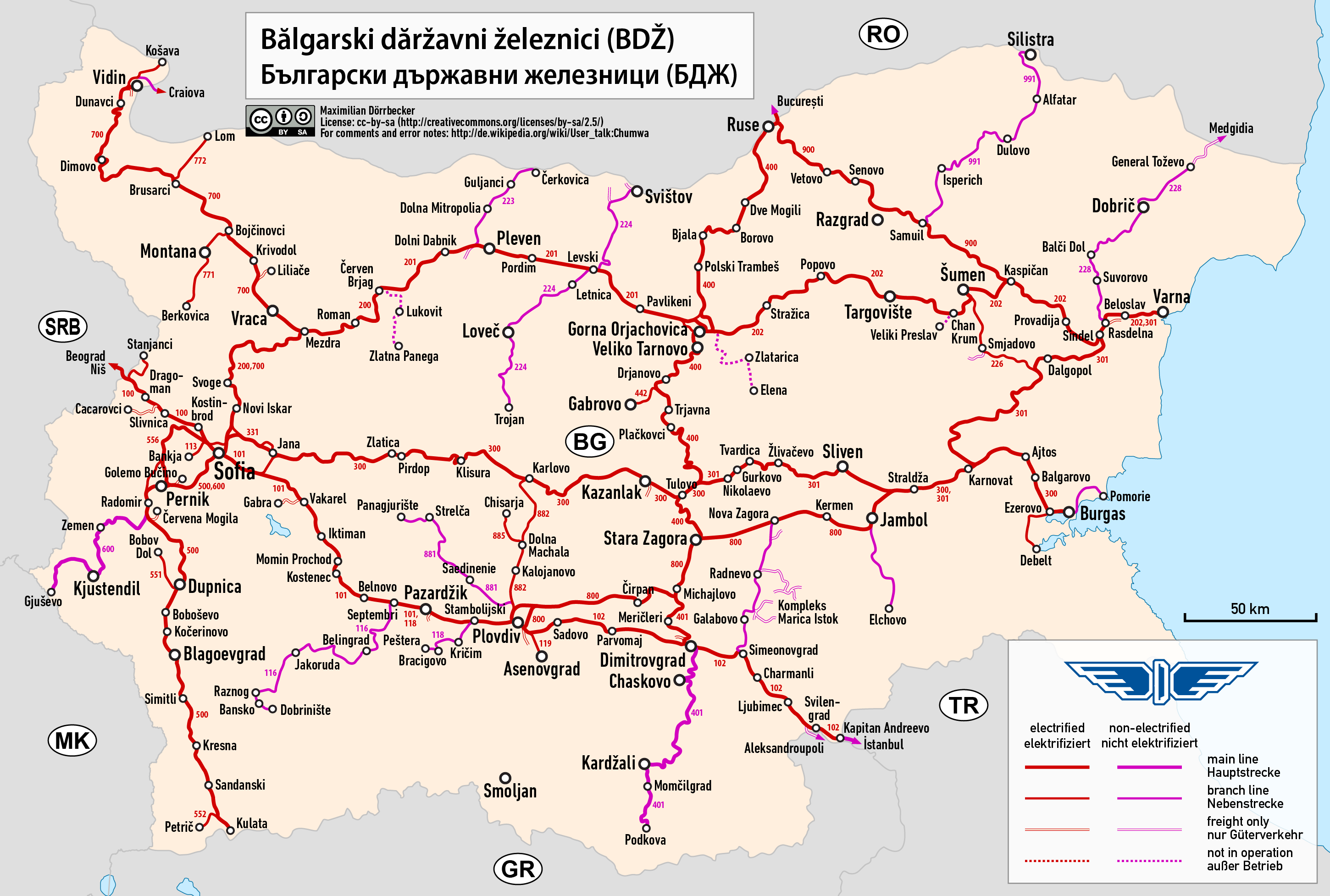

  - lignes à écartement normal (1 435 mm) : 4 049 km (dont 2 710 km de lignes électrifiées et 917 km de lignes à double tension)
  - lignes à écartement autre : 245 km de voies à écartement de 760 mm (1998)

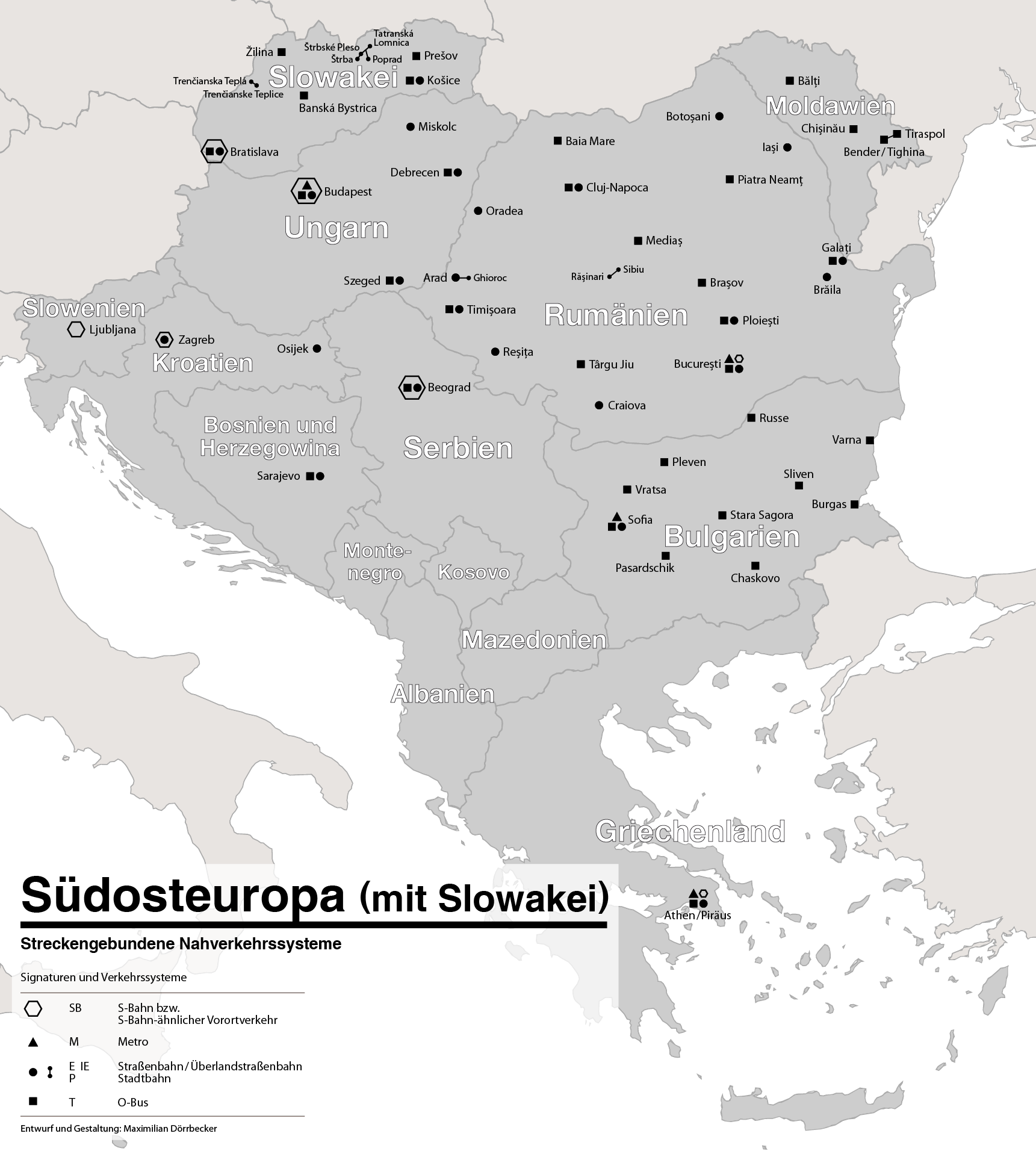

Liaisons ferroviaires avec les pays limitrophes:
- Grèce - oui
- Macédoine - non
- Roumanie - oui
- Serbie - oui
- Turquie - oui

## Transport routier
- total : 44 033 km
  - revêtues : 43 593 km (dont 480 km de voies express)
  - non revêtues : 440 km (2010)

## Ports maritimes et fluviaux
- Ports maritimes (sur la mer Noire) : Bourgas, Nessebar, Varna
- Ports fluviaux (sur le Danube) : Lom, Roussé, Vidin
- 470 km de canal en 1987

## Oléoducs et gazoducs
- produits pétroliers : 525 km
- gaz naturel : 1 500 km (1999)

## Marine marchande
- total : 85 navires de 1 000 tonneaux de jauge brute ou plus, totalisant 947 711 tjb ou 1 449 416 tonnes de port en lourd.
- navires par type : vraquiers 43, cargos 18, chimiquiers 4, porte-conteneurs 2, cargo mixte 1, pétroliers 7, transporteurs mixtes rail / route 2, navire frigorifique 1, rouliers 5, passagers à courte distance 1, tanker spécialisé 1 (1999 est.)

## Transport aérien
- 216 (1999 est.)

129 aéroports avec pistes revêtues
- - pistes de plus de 3 047 m : 1
  - pistes de 2 438 à 3 047 m : 19
  - pistes de 1 524 à 2 437 m : 15
  - pistes de 914 à 1 523 m : 1
  - pistes de moins de 914 m : 93 (1999 est.)

87 aéroports avec pistes en herbe
- - pistes de 1 524 à 2 437 m : 2
  - pistes de 914 à 1 523 m : 10
  - pistes de moins de 914 m : 75 (1999 est.)